# Ghiacciaio Tumble
Il ghiacciaio Tumble è ghiacciaio lungo circa 13 km e largo 6, situato sull'isola Alessandro I, al largo della costa della Terra di Palmer, in Antartide. Il ghiacciaio si trova sulla costa nord-orientale dell'isola, dove fluisce verso est, a partire dal versante orientale dei monti Egbert, Ethelwulf ed Ethelred, nella dorsale Douglas, passando all'interno di una valle subito a sud del monte King, fino ad andare ad alimentare la piattaforma glaciale Giorgio VI, sita sull'omonimo canale.

## Storia
Il ghiacciaio Tumble è stato inizialmente esplorato nel 1936 durante la spedizione britannica nella Terra di Graham, comandata da John Rymill, ed è stato più dettagliatamente mappato grazie a fotografie aeree scattate durante una ricognizione aerea effettuata nel 1948 da parte del British Antarctic Survey (al tempo ancora chiamato "Falkland Islands Dependencies Survey", FIDS). Esso è stato poi così battezzato dal FIDS in virtù della sua superficie ricca di crepacci, soprattutto verso il termine del ghiacciaio, "tumble" in inglese significa infatti "caduta".